# Elecciones legislativas de Argentina de 1864
Las elecciones legislativas de Argentina de 1864 se realizaron el 14 de febrero del mencionado año para renovar la mitad de la Cámara de Diputados, cámara baja del Congreso de la Nación Argentina. Córdoba tuvo elecciones desfasadas el 14 de febrero y el 10 de marzo.

## Bancas a elegir
| Provincia           | Bancas | A elegir |
| ------------------- | ------ | -------- |
| Buenos Aires        | 12     | 6        |
| Catamarca           | 3      | 1        |
| Córdoba             | 6      | 5        |
| Corrientes          | 4      | 2        |
| Entre Ríos          | 2      | 1        |
| Jujuy               | 2      | 1        |
| La Rioja            | 2      | 2        |
| Mendoza             | 3      | 1        |
| Salta               | 3      | 2        |
| San Juan            | 2      | 1        |
| San Luis            | 2      | 2        |
| Santa Fe            | 2      | —        |
| Santiago del Estero | 4      | 3        |
| Tucumán             | 3      | 2        |
| Total               | 50     | 29       |

## Resultados por provincia
| Provincia           | Candidato                | Votos     |
| ------------------- | ------------------------ | --------- |
| Buenos Aires        | Emilio Conesa            | 7.759     |
| Buenos Aires        | Francisco de Elizalde    | 7.759     |
| Buenos Aires        | Marcelino Ugarte         | 7.759     |
| Buenos Aires        | Manuel Ocampo            | 7.759     |
| Buenos Aires        | José María Gutiérrez     | 7.750     |
| Buenos Aires        | Juan Chassaing           | 7.624     |
| Buenos Aires        | Carlos Tejedor           | 5.634     |
| Buenos Aires        | Norberto de la Riestra   | 5.634     |
| Buenos Aires        | Manuel Quintana          | 5.634     |
| Buenos Aires        | Juan Bautista Peña       | 5.634     |
| Buenos Aires        | Manuel A. Montes de Oca  | 5.634     |
| Buenos Aires        | Emilio Castro            | 5.634     |
| Buenos Aires        | Emilio Mitre             | 91        |
| Buenos Aires        | Manuel Aguirre           | 44        |
| Catamarca           | Marcelino Augier         | 1.632     |
| Catamarca           | Adolfo Cano              | 371       |
| Córdoba             | Manuel Esteban Pizarro   | Sin datos |
| Córdoba             | Luis Vélez               | Sin datos |
| Córdoba             | Fenelón Zuviría          | Sin datos |
| Córdoba             | Antonio del Viso         | Sin datos |
| Córdoba             | Abel Bazán               | Sin datos |
| Corrientes          | Pedro Igarzábal          | 2.930     |
| Corrientes          | Juan José Camelino       | 2.882     |
| Entre Ríos          | Diógenes José de Urquiza | 1.788     |
| Entre Ríos          | Vicente H. Martínez      | 10        |
| Entre Ríos          | José Romualdo Baltoré    | 1         |
| Entre Ríos          | Evaristo Carriego        | 1         |
| Entre Ríos          | Pedro L. Funes           | 1         |
| Entre Ríos          | Celestino Ortiz          | 1         |
| Entre Ríos          | José Antelo              | 1         |
| Jujuy               | Daniel Aráoz             | Sin datos |
| La Rioja            | Natal Luna               | Sin datos |
| La Rioja            | Arsenio Granillo         | Sin datos |
| Mendoza             | Agenor Chenaut           | 196       |
| Salta               | José Evaristo Uriburu    | Sin datos |
| Salta               | Benjamín Zorrilla        | Sin datos |
| San Juan            | Santiago Cortínez        | Sin datos |
| San Luis            | Buenaventura Sarmiento   | Sin datos |
| San Luis            | José de Paula Ortiz      | Sin datos |
| Santiago del Estero | Luis Carol               | Sin datos |
| Santiago del Estero | Luis Frías               | Sin datos |
| Santiago del Estero | Alejandro S. Montes      | Sin datos |
| Tucumán             | Julián Murga             | Sin datos |
| Tucumán             | Nabor Córdoba            | Sin datos |

1. ↑  Renunció el 9 de septiembre de 1867, no fue reemplazado.
2. ↑  No asumió. Las vacantes por su renuncia y el fallecimiento de Juan Chassaing son completadas por Estanislao del Campo y Manuel Arauz en una elección especial el 24 de marzo de 1867.
3. ↑  Falleció el 3 de noviembre de 1861. Las vacantes por su fallecimiento y la renuncia de Manuel Ocampo son completadas por Estanislao del Campo y Manuel Arauz en una elección especial el 24 de marzo de 1867.
4. ↑  Electo para completar el mandato de Tomás Garzón (1862-1866). Abel Bazán no asumió, lo reemplaza Emilio Ferreyra en una elección especial el 3 de julio de 1864.
5. ↑  Renunció el 5 de junio de 1867, lo reemplaza Juan J. Soneyra en una elección especial el 28 de julio de 1867.
6. ↑  Electo para completar un mandato vacante (1862-1866).
7. ↑  Renunció el 9 de septiembre de 1867, no fue reemplazado.
8. ↑  Expulsado el 21 de junio de 1867, no fue reemplazado.
9. ↑  Electo para completar el mandato de Absalón Ibarra (1862-1866).
10. ↑  Falleció el 5 de enero de 1867, no fue reemplazado.
11. ↑  Electo para completar el mandato de Próspero García (1862-1866).

## Elecciones parciales
| Provincia | Fecha              | Candidato          | Votos |
| --------- | ------------------ | ------------------ | ----- |
| Córdoba   | 3 de julio de 1864 | Emilio Ferreyra    | 983   |
| Córdoba   | 3 de julio de 1864 | Lucrecio Vázquez   | 51    |
| Córdoba   | 3 de julio de 1864 | Silvestre Ceballos | 40    |

1. ↑  Electo para completar el mandato de Tomás Garzón (1862-1866).